# تام آنتونی
تام آنتونی (انگلیسی: Tom Anthony؛ زادهٔ ۱۶ اوت ۱۹۴۳) بازیکن فوتبال اهل بریتانیا است.
از باشگاه‌هایی که در آن بازی کرده‌است می‌توان به باشگاه فوتبال گیلفورد سیتی و باشگاه فوتبال برنتفورد اشاره کرد.